# Sydamerikanska U20-mästerskapet i fotboll 2015
Sydamerikanska U20-mästerskapet i fotboll 2015 (spanska: Campeonato Sudamericano Sub-20 Juventud de América Uruguay 2015) var en fotbollsturnering för U-20 landslag i Sydamerika (CONMEBOL). Turneringen hölls i Uruguay från den 14 januari till 7 februari 2015.
Turneringen fungerade också som det sydamerikanska kvalet till OS 2016. Argentina vann turneringen och kvalificerade sig för OS medan tvåan Colombia gick vidare till playoff.

## Spelorter och arenor
Fyra arenor i tre orter användes vid mästerskapet:
- Estadio Centenario, belägen i Montevideo och rymmer 76 609 åskådare
- Estadio Gran Parque Central, belägen i Montevideo och rymmer 28 000 åskådare
- Estadio Domingo Burgueño, belägen i Maldonado och rymmer 22 000 åskådare
- Estadio Suppici, belägen i Colonia del Sacramento och rymmer 12 000 åskådare

## Matchdomare
CONMEBOL utannonserade 20 domare, 2 domare från vardera medlemnation i CONMEBOL, den 8 oktober 2014:
| - Huvuddomare: Mauro Vigliano (Argentina) - Assistent: Ezequiel Brailovsky (Argentina) - Huvuddomare: Alejandro Mancilla (Bolivia) - Assistent: Wilson Arellano (Bolivia) - Huvuddomare: Ricardo Marques (Brasilien) - Assistent: Kleber Lucio Gil (Brasilien) - Huvuddomare: Julio Bascuñán (Chile) - Assistent: Marcelo Barraza (Chile) - Huvuddomare: Adrián Vélez (Colombia) - Assistent: Wilmar Navarro (Colombia) | - Huvuddomare: Roddy Zambrano (Ecuador) - Assistent: Luis Vera (Ecuador) - Huvuddomare: Enrique Cáceres (Paraguay) - Assistent: Milciades Saldívar (Paraguay) - Huvuddomare: Diego Haro (Peru) - Assistent: Braulio Cornejo (Peru) - Huvuddomare: Andrés Cunha (Uruguay) - Assistent: Nicolás Tarán (Uruguay) - Huvuddomare: José Argote (Venezuela) - Assistent: Jairo Romero (Venezuela) |

## Spelartrupper
Vardera lag fick ta med en trupp på maximalt 23 spelare. Listan skulle lämnas in till CONMEBOL innan turneringens start, och fick enbart bestå av spelare födda efter den 1 januari 1995.

## Resultat

### Första omgången

#### Grupp A
I grupp A spelade fem lag om tre platser till den andra omgången. Argentina, Paraguay och Peru samlade ihop flest poäng och blev kvalificerade till andra omgången.
Samtliga matcher i grupp A spelades i arenan Estadio Suppici i Colonia del Sacramento, i departementet Colonia.
Giovanni Simeone från Argentina blev den spelare med flest gjorda mål (6 mål) i grupp A.
| A.1         | 14 januari 2015 | Argentina U20                                                                        | 5 – 2   | Ecuador U20                            | Estadio Suppici                                                                 |                                                                                 |
| 20:00 UTC−2 | 20:00 UTC−2     | Giovanni Simeone 5′, 42′ Ángel Correa 20′ Tomás Martínez 32′ Facundo Monteseirín 39′ | (5 – 1) | José Cevallos Enríquez 22′, 85′ (str.) | Colonia del Sacramento · Domare: Ricardo Marques (Brasilien) · Gult kort: 1+1 · | Colonia del Sacramento · Domare: Ricardo Marques (Brasilien) · Gult kort: 1+1 · |
| 20:00 UTC−2 | 20:00 UTC−2     |                                                                                      |         |                                        | Colonia del Sacramento · Domare: Ricardo Marques (Brasilien) · Gult kort: 1+1 · | Colonia del Sacramento · Domare: Ricardo Marques (Brasilien) · Gult kort: 1+1 · |
| 20:00 UTC−2 | 20:00 UTC−2     |                                                                                      |         |                                        | Colonia del Sacramento · Domare: Ricardo Marques (Brasilien) · Gult kort: 1+1 · | Colonia del Sacramento · Domare: Ricardo Marques (Brasilien) · Gult kort: 1+1 · |

| A.2         | 14 januari 2015 | Paraguay U20                                                           | 4 – 2   | Bolivia U20                        | Estadio Suppici                                                                           |                                                                                           |
| 22:10 UTC−2 | 22:10 UTC−2     | Gustavo Viera 3′ Sergio Díaz 23′ Enrique Araújo 55′ Jesús Medina 90+1′ | (2 – 1) | Erick Iragua 38′ Alberto Pinto 49′ | Colonia del Sacramento · Domare: Andrés Cunha (Uruguay) · Gult kort: 3+4 · Rött kort: 0+1 | Colonia del Sacramento · Domare: Andrés Cunha (Uruguay) · Gult kort: 3+4 · Rött kort: 0+1 |
| 22:10 UTC−2 | 22:10 UTC−2     |                                                                        |         |                                    | Colonia del Sacramento · Domare: Andrés Cunha (Uruguay) · Gult kort: 3+4 · Rött kort: 0+1 | Colonia del Sacramento · Domare: Andrés Cunha (Uruguay) · Gult kort: 3+4 · Rött kort: 0+1 |
| 22:10 UTC−2 | 22:10 UTC−2     |                                                                        |         |                                    | Colonia del Sacramento · Domare: Andrés Cunha (Uruguay) · Gult kort: 3+4 · Rött kort: 0+1 | Colonia del Sacramento · Domare: Andrés Cunha (Uruguay) · Gult kort: 3+4 · Rött kort: 0+1 |

| A.3         | 16 januari 2015 | Argentina U20 | 0 – 1   | Paraguay U20   | Estadio Suppici                                                             |                                                                             |
| 20:00 UTC−2 | 20:00 UTC−2     |               | (0 – 1) | Iván Cañete 6′ | Colonia del Sacramento · Domare: Adrián Vélez (Colombia) · Gult kort: 4+2 · | Colonia del Sacramento · Domare: Adrián Vélez (Colombia) · Gult kort: 4+2 · |
| 20:00 UTC−2 | 20:00 UTC−2     |               |         |                | Colonia del Sacramento · Domare: Adrián Vélez (Colombia) · Gult kort: 4+2 · | Colonia del Sacramento · Domare: Adrián Vélez (Colombia) · Gult kort: 4+2 · |
| 20:00 UTC−2 | 20:00 UTC−2     |               |         |                | Colonia del Sacramento · Domare: Adrián Vélez (Colombia) · Gult kort: 4+2 · | Colonia del Sacramento · Domare: Adrián Vélez (Colombia) · Gult kort: 4+2 · |

| A.4         | 16 januari 2015 | Ecuador U20 | 0 – 2   | Peru U20                  | Estadio Suppici                                                            |                                                                            |
| 22:10 UTC−2 | 22:10 UTC−2     |             | (0 – 0) | Alexander Succar 46′, 76′ | Colonia del Sacramento · Domare: Julio Bascuñán (Chile) · Gult kort: 0+2 · | Colonia del Sacramento · Domare: Julio Bascuñán (Chile) · Gult kort: 0+2 · |
| 22:10 UTC−2 | 22:10 UTC−2     |             |         |                           | Colonia del Sacramento · Domare: Julio Bascuñán (Chile) · Gult kort: 0+2 · | Colonia del Sacramento · Domare: Julio Bascuñán (Chile) · Gult kort: 0+2 · |
| 22:10 UTC−2 | 22:10 UTC−2     |             |         |                           | Colonia del Sacramento · Domare: Julio Bascuñán (Chile) · Gult kort: 0+2 · | Colonia del Sacramento · Domare: Julio Bascuñán (Chile) · Gult kort: 0+2 · |

| A.5         | 18 januari 2015 | Argentina U20 | 6 – 2   | Peru U20                                     | Estadio Suppici                                                            |                                                                            |
| 20:00 UTC−2 | 20:00 UTC−2     | Daniel Prieto 23′ (sjm.) Brian Bernaola 28′ (sjm.) Ángel Correa 32′ Giovanni Simeone 41′, 89′ Leonardo Suárez 78′ | (4 – 0) | Aurelio Gonzales-Vigil 73′ Luiz da Silva 73′ | Colonia del Sacramento · Domare: Andrés Cunha (Uruguay) · Gult kort: 1+2 · | Colonia del Sacramento · Domare: Andrés Cunha (Uruguay) · Gult kort: 1+2 · |
| 20:00 UTC−2 | 20:00 UTC−2     | |         |                                              | Colonia del Sacramento · Domare: Andrés Cunha (Uruguay) · Gult kort: 1+2 · | Colonia del Sacramento · Domare: Andrés Cunha (Uruguay) · Gult kort: 1+2 · |
| 20:00 UTC−2 | 20:00 UTC−2     | |         |                                              | Colonia del Sacramento · Domare: Andrés Cunha (Uruguay) · Gult kort: 1+2 · | Colonia del Sacramento · Domare: Andrés Cunha (Uruguay) · Gult kort: 1+2 · |

| A.6         | 18 januari 2015 | Ecuador U20                                                                          | 5 – 0   | Bolivia U20 | Estadio Suppici                                                                            |                                                                                            |
| 22:10 UTC−2 | 22:10 UTC−2     | José Cevallos Enríquez 34′, 40′ Robert Javier Burbano 50′ Miguel Parrales 87′, 90+1′ | (2 – 0) |             | Colonia del Sacramento · Domare: José Argote (Venezuela) · Gult kort: 2+3 · Rött kort: 0+1 | Colonia del Sacramento · Domare: José Argote (Venezuela) · Gult kort: 2+3 · Rött kort: 0+1 |
| 22:10 UTC−2 | 22:10 UTC−2     |                                                                                      |         |             | Colonia del Sacramento · Domare: José Argote (Venezuela) · Gult kort: 2+3 · Rött kort: 0+1 | Colonia del Sacramento · Domare: José Argote (Venezuela) · Gult kort: 2+3 · Rött kort: 0+1 |
| 22:10 UTC−2 | 22:10 UTC−2     |                                                                                      |         |             | Colonia del Sacramento · Domare: José Argote (Venezuela) · Gult kort: 2+3 · Rött kort: 0+1 | Colonia del Sacramento · Domare: José Argote (Venezuela) · Gult kort: 2+3 · Rött kort: 0+1 |

| A.7         | 20 januari 2015 | Paraguay U20         | 1 – 2   | Ecuador U20                       | Estadio Suppici                                                                 |                                                                                 |
| 20:00 UTC−2 | 20:00 UTC−2     | Danilo Santacruz 68′ | (0 – 1) | Miguel Parrales 6′ Luis Cangá 88′ | Colonia del Sacramento · Domare: Ricardo Marques (Brasilien) · Gult kort: 1+2 · | Colonia del Sacramento · Domare: Ricardo Marques (Brasilien) · Gult kort: 1+2 · |
| 20:00 UTC−2 | 20:00 UTC−2     |                      |         |                                   | Colonia del Sacramento · Domare: Ricardo Marques (Brasilien) · Gult kort: 1+2 · | Colonia del Sacramento · Domare: Ricardo Marques (Brasilien) · Gult kort: 1+2 · |
| 20:00 UTC−2 | 20:00 UTC−2     |                      |         |                                   | Colonia del Sacramento · Domare: Ricardo Marques (Brasilien) · Gult kort: 1+2 · | Colonia del Sacramento · Domare: Ricardo Marques (Brasilien) · Gult kort: 1+2 · |

| A.8         | 20 januari 2015 | Bolivia U20 | 0 – 1   | Peru U20          | Estadio Suppici                                                                            |                                                                                            |
| 22:10 UTC−2 | 22:10 UTC−2     |             | (0 – 0) | Luiz da Silva 68′ | Colonia del Sacramento · Domare: Adrián Vélez (Colombia) · Gult kort: 3+3 · Rött kort: 1+1 | Colonia del Sacramento · Domare: Adrián Vélez (Colombia) · Gult kort: 3+3 · Rött kort: 1+1 |
| 22:10 UTC−2 | 22:10 UTC−2     |             |         |                   | Colonia del Sacramento · Domare: Adrián Vélez (Colombia) · Gult kort: 3+3 · Rött kort: 1+1 | Colonia del Sacramento · Domare: Adrián Vélez (Colombia) · Gult kort: 3+3 · Rött kort: 1+1 |
| 22:10 UTC−2 | 22:10 UTC−2     |             |         |                   | Colonia del Sacramento · Domare: Adrián Vélez (Colombia) · Gult kort: 3+3 · Rött kort: 1+1 | Colonia del Sacramento · Domare: Adrián Vélez (Colombia) · Gult kort: 3+3 · Rött kort: 1+1 |

| A.9         | 22 januari 2015 | Argentina U20                                | 3 – 0   | Bolivia U20 | Estadio Suppici                                                                            |                                                                                            |
| 20:00 UTC−2 | 20:00 UTC−2     | Giovanni Simeone 5′, 12′ Facundo Cardozo 72′ | (2 – 0) |             | Colonia del Sacramento · Domare: José Argote (Venezuela) · Gult kort: 2+1 · Rött kort: 0+1 | Colonia del Sacramento · Domare: José Argote (Venezuela) · Gult kort: 2+1 · Rött kort: 0+1 |
| 20:00 UTC−2 | 20:00 UTC−2     |                                              |         |             | Colonia del Sacramento · Domare: José Argote (Venezuela) · Gult kort: 2+1 · Rött kort: 0+1 | Colonia del Sacramento · Domare: José Argote (Venezuela) · Gult kort: 2+1 · Rött kort: 0+1 |
| 20:00 UTC−2 | 20:00 UTC−2     |                                              |         |             | Colonia del Sacramento · Domare: José Argote (Venezuela) · Gult kort: 2+1 · Rött kort: 0+1 | Colonia del Sacramento · Domare: José Argote (Venezuela) · Gult kort: 2+1 · Rött kort: 0+1 |

| A.10        | 22 januari 2015 | Paraguay U20      | 1 – 1   | Peru U20             | Estadio Suppici                                                            |                                                                            |
| 22:10 UTC−2 | 22:10 UTC−2     | Luis Amarilla 29′ | (1 – 1) | Alexander Succar 23′ | Colonia del Sacramento · Domare: Julio Bascuñán (Chile) · Gult kort: 0+2 · | Colonia del Sacramento · Domare: Julio Bascuñán (Chile) · Gult kort: 0+2 · |
| 22:10 UTC−2 | 22:10 UTC−2     |                   |         |                      | Colonia del Sacramento · Domare: Julio Bascuñán (Chile) · Gult kort: 0+2 · | Colonia del Sacramento · Domare: Julio Bascuñán (Chile) · Gult kort: 0+2 · |
| 22:10 UTC−2 | 22:10 UTC−2     |                   |         |                      | Colonia del Sacramento · Domare: Julio Bascuñán (Chile) · Gult kort: 0+2 · | Colonia del Sacramento · Domare: Julio Bascuñán (Chile) · Gult kort: 0+2 · |

#### Grupp B
I grupp B spelade fem lag om tre platser till den andra omgången. Uruguay, Brasilien och Colombia samlade ihop flest poäng och blev kvalificerade till andra omgången.
Samtliga matcher i grupp B spelades i arenan Estadio Domingo Burgueño i Maldonado, i departementet Maldonado.
Marcos Guilherme från Brasilien blev den spelare med flest gjorda mål (3 mål) i grupp B.
| B.1         | 15 januari 2015 | Brasilien U20             | 2 – 1   | Chile U20           | Estadio Domingo Burgueño                                          |                                                                   |
| 20:00 UTC−2 | 20:00 UTC−2     | Marcos Guilherme 42′, 46′ | (1 – 0) | Cristián Cuevas 81′ | Maldonado · Domare: Enrique Cáceres (Paraguay) · Gult kort: 3+1 · | Maldonado · Domare: Enrique Cáceres (Paraguay) · Gult kort: 3+1 · |
| 20:00 UTC−2 | 20:00 UTC−2     |                           |         |                     | Maldonado · Domare: Enrique Cáceres (Paraguay) · Gult kort: 3+1 · | Maldonado · Domare: Enrique Cáceres (Paraguay) · Gult kort: 3+1 · |
| 20:00 UTC−2 | 20:00 UTC−2     |                           |         |                     | Maldonado · Domare: Enrique Cáceres (Paraguay) · Gult kort: 3+1 · | Maldonado · Domare: Enrique Cáceres (Paraguay) · Gult kort: 3+1 · |

| B.2         | 15 januari 2015 | Uruguay U20           | 1 – 0   | Colombia U20 | Estadio Domingo Burgueño                                          |                                                                   |
| 22:10 UTC−2 | 22:10 UTC−2     | Mauro Arambarri 90+1′ | (0 – 0) |              | Maldonado · Domare: Mauro Vigliano (Argentina) · Gult kort: 1+3 · | Maldonado · Domare: Mauro Vigliano (Argentina) · Gult kort: 1+3 · |
| 22:10 UTC−2 | 22:10 UTC−2     |                       |         |              | Maldonado · Domare: Mauro Vigliano (Argentina) · Gult kort: 1+3 · | Maldonado · Domare: Mauro Vigliano (Argentina) · Gult kort: 1+3 · |
| 22:10 UTC−2 | 22:10 UTC−2     |                       |         |              | Maldonado · Domare: Mauro Vigliano (Argentina) · Gult kort: 1+3 · | Maldonado · Domare: Mauro Vigliano (Argentina) · Gult kort: 1+3 · |

| B.3         | 17 januari 2015 | Chile U20                                 | 2 – 0   | Venezuela U20 | Estadio Domingo Burgueño                                                |                                                                         |
| 20:00 UTC−2 | 20:00 UTC−2     | Rodrigo Echeverría 6′ Cristián Cuevas 58′ | (1 – 0) |               | Maldonado · Domare: Diego Haro (Peru) · Gult kort: 3+4 · Rött kort: 0+2 | Maldonado · Domare: Diego Haro (Peru) · Gult kort: 3+4 · Rött kort: 0+2 |
| 20:00 UTC−2 | 20:00 UTC−2     |                                           |         |               | Maldonado · Domare: Diego Haro (Peru) · Gult kort: 3+4 · Rött kort: 0+2 | Maldonado · Domare: Diego Haro (Peru) · Gult kort: 3+4 · Rött kort: 0+2 |
| 20:00 UTC−2 | 20:00 UTC−2     |                                           |         |               | Maldonado · Domare: Diego Haro (Peru) · Gult kort: 3+4 · Rött kort: 0+2 | Maldonado · Domare: Diego Haro (Peru) · Gult kort: 3+4 · Rött kort: 0+2 |

| B.4         | 17 januari 2015 | Brasilien U20 | 0 – 2   | Uruguay U20                            | Estadio Domingo Burgueño                                                       |                                                                                |
| 22:10 UTC−2 | 22:10 UTC−2     |               | (0 – 1) | Gastón Pereiro 27′ Mauro Arambarri 59′ | Maldonado · Domare: Roddy Zambrano (Ecuador) · Gult kort: 3+4 · Rött kort: 0+1 | Maldonado · Domare: Roddy Zambrano (Ecuador) · Gult kort: 3+4 · Rött kort: 0+1 |
| 22:10 UTC−2 | 22:10 UTC−2     |               |         |                                        | Maldonado · Domare: Roddy Zambrano (Ecuador) · Gult kort: 3+4 · Rött kort: 0+1 | Maldonado · Domare: Roddy Zambrano (Ecuador) · Gult kort: 3+4 · Rött kort: 0+1 |
| 22:10 UTC−2 | 22:10 UTC−2     |               |         |                                        | Maldonado · Domare: Roddy Zambrano (Ecuador) · Gult kort: 3+4 · Rött kort: 0+1 | Maldonado · Domare: Roddy Zambrano (Ecuador) · Gult kort: 3+4 · Rött kort: 0+1 |

| B.5         | 19 januari 2015 | Chile U20 | 0 – 3   | Colombia U20                                             | Estadio Domingo Burgueño                                                         |                                                                                  |
| 20:00 UTC−2 | 20:00 UTC−2     |           | (0 – 1) | Rafael Borré 12′ Jeison Lucumí 75′ Juan Ferney Otero 81′ | Maldonado · Domare: Enrique Cáceres (Paraguay) · Gult kort: 3+5 · Rött kort: 1+0 | Maldonado · Domare: Enrique Cáceres (Paraguay) · Gult kort: 3+5 · Rött kort: 1+0 |
| 20:00 UTC−2 | 20:00 UTC−2     |           |         |                                                          | Maldonado · Domare: Enrique Cáceres (Paraguay) · Gult kort: 3+5 · Rött kort: 1+0 | Maldonado · Domare: Enrique Cáceres (Paraguay) · Gult kort: 3+5 · Rött kort: 1+0 |
| 20:00 UTC−2 | 20:00 UTC−2     |           |         |                                                          | Maldonado · Domare: Enrique Cáceres (Paraguay) · Gult kort: 3+5 · Rött kort: 1+0 | Maldonado · Domare: Enrique Cáceres (Paraguay) · Gult kort: 3+5 · Rött kort: 1+0 |

| B.6         | 19 januari 2015 | Brasilien U20          | 2 – 0   | Venezuela U20 | Estadio Domingo Burgueño                                            |                                                                     |
| 22:10 UTC−2 | 22:10 UTC−2     | Kenedy 72′ Gabriel 78′ | (0 – 0) |               | Maldonado · Domare: Alejandro Mancilla (Bolivia) · Gult kort: 3+1 · | Maldonado · Domare: Alejandro Mancilla (Bolivia) · Gult kort: 3+1 · |
| 22:10 UTC−2 | 22:10 UTC−2     |                        |         |               | Maldonado · Domare: Alejandro Mancilla (Bolivia) · Gult kort: 3+1 · | Maldonado · Domare: Alejandro Mancilla (Bolivia) · Gult kort: 3+1 · |
| 22:10 UTC−2 | 22:10 UTC−2     |                        |         |               | Maldonado · Domare: Alejandro Mancilla (Bolivia) · Gult kort: 3+1 · | Maldonado · Domare: Alejandro Mancilla (Bolivia) · Gult kort: 3+1 · |

| B.7         | 21 januari 2015 | Colombia U20      | 1 – 0   | Venezuela U20 | Estadio Domingo Burgueño                                                       |                                                                                |
| 20:00 UTC−2 | 20:00 UTC−2     | Jeison Lucumí 60′ | (0 – 0) |               | Maldonado · Domare: Roddy Zambrano (Ecuador) · Gult kort: 1+4 · Rött kort: 0+1 | Maldonado · Domare: Roddy Zambrano (Ecuador) · Gult kort: 1+4 · Rött kort: 0+1 |
| 20:00 UTC−2 | 20:00 UTC−2     |                   |         |               | Maldonado · Domare: Roddy Zambrano (Ecuador) · Gult kort: 1+4 · Rött kort: 0+1 | Maldonado · Domare: Roddy Zambrano (Ecuador) · Gult kort: 1+4 · Rött kort: 0+1 |
| 20:00 UTC−2 | 20:00 UTC−2     |                   |         |               | Maldonado · Domare: Roddy Zambrano (Ecuador) · Gult kort: 1+4 · Rött kort: 0+1 | Maldonado · Domare: Roddy Zambrano (Ecuador) · Gult kort: 1+4 · Rött kort: 0+1 |

| B.8         | 21 januari 2015 | Uruguay U20                                                                                           | 6 – 1   | Chile U20              | Estadio Domingo Burgueño                                          |                                                                   |
| 22:10 UTC−2 | 22:10 UTC−2     | Franco Acosta 20′, 45+1′ Guillermo Cotugno 23′ Gastón Pereiro 66′ Rodrigo Amaral 81′ Gastón Faber 88′ | (3 – 0) | Rodrigo Echeverría 85′ | Maldonado · Domare: Mauro Vigliano (Argentina) · Gult kort: 4+3 · | Maldonado · Domare: Mauro Vigliano (Argentina) · Gult kort: 4+3 · |
| 22:10 UTC−2 | 22:10 UTC−2     | |         |                        | Maldonado · Domare: Mauro Vigliano (Argentina) · Gult kort: 4+3 · | Maldonado · Domare: Mauro Vigliano (Argentina) · Gult kort: 4+3 · |
| 22:10 UTC−2 | 22:10 UTC−2     | |         |                        | Maldonado · Domare: Mauro Vigliano (Argentina) · Gult kort: 4+3 · | Maldonado · Domare: Mauro Vigliano (Argentina) · Gult kort: 4+3 · |

| B.9         | 23 januari 2015 | Brasilien U20                    | 2 – 1   | Colombia U20 | Estadio Domingo Burgueño                                 |                                                          |
| 20:00 UTC−2 | 20:00 UTC−2     | Thalles 42′ Marcos Guilherme 75′ | (1 – 0) | Manotas 50′  | Maldonado · Domare: Diego Haro (Peru) · Gult kort: 3+2 · | Maldonado · Domare: Diego Haro (Peru) · Gult kort: 3+2 · |
| 20:00 UTC−2 | 20:00 UTC−2     |                                  |         |              | Maldonado · Domare: Diego Haro (Peru) · Gult kort: 3+2 · | Maldonado · Domare: Diego Haro (Peru) · Gult kort: 3+2 · |
| 20:00 UTC−2 | 20:00 UTC−2     |                                  |         |              | Maldonado · Domare: Diego Haro (Peru) · Gult kort: 3+2 · | Maldonado · Domare: Diego Haro (Peru) · Gult kort: 3+2 · |

| B.10        | 23 januari 2015 | Uruguay U20 | 0 – 1   | Venezuela U20              | Estadio Domingo Burgueño                                                           |                                                                                    |
| 22:10 UTC−2 | 22:10 UTC−2     |             | (0 – 1) | Jaime Moreno Ciorciari 27′ | Maldonado · Domare: Alejandro Mancilla (Bolivia) · Gult kort: 2+6 · Rött kort: 0+1 | Maldonado · Domare: Alejandro Mancilla (Bolivia) · Gult kort: 2+6 · Rött kort: 0+1 |
| 22:10 UTC−2 | 22:10 UTC−2     |             |         |                            | Maldonado · Domare: Alejandro Mancilla (Bolivia) · Gult kort: 2+6 · Rött kort: 0+1 | Maldonado · Domare: Alejandro Mancilla (Bolivia) · Gult kort: 2+6 · Rött kort: 0+1 |
| 22:10 UTC−2 | 22:10 UTC−2     |             |         |                            | Maldonado · Domare: Alejandro Mancilla (Bolivia) · Gult kort: 2+6 · Rött kort: 0+1 | Maldonado · Domare: Alejandro Mancilla (Bolivia) · Gult kort: 2+6 · Rött kort: 0+1 |

### Andra omgången
| Nr | Lag ( )       | S | V | O | F | GM | IM | MS | P  |
| -- | ------------- | - | - | - | - | -- | -- | -- | -- |
| 1  | Argentina U20 | 5 | 4 | 1 | 0 | 10 | 2  | +8 | 13 |
| 2  | Colombia U20  | 5 | 2 | 3 | 0 | 7  | 2  | +5 | 9  |
| 3  | Uruguay U20   | 5 | 2 | 2 | 1 | 6  | 3  | +3 | 8  |
| 4  | Brasilien U20 | 5 | 2 | 1 | 2 | 7  | 5  | +2 | 7  |
| 5  | Peru U20      | 5 | 1 | 0 | 4 | 5  | 14 | −9 | 3  |
| 6  | Paraguay U20  | 5 | 0 | 1 | 4 | 1  | 10 | −9 | 1  |

| 21          | 26 januari 2015 | Argentina U20                        | 2 – 0   | Peru U20 | Estadio Centenario                                                 |                                                                    |
| 17:45 UTC−2 | 17:45 UTC−2     | Giovanni Simeone 1′ Ángel Correa 77′ | (1 – 0) |          | Montevideo · Domare: Enrique Cáceres (Paraguay) · Gult kort: 1+5 · | Montevideo · Domare: Enrique Cáceres (Paraguay) · Gult kort: 1+5 · |
| 17:45 UTC−2 | 17:45 UTC−2     |                                      |         |          | Montevideo · Domare: Enrique Cáceres (Paraguay) · Gult kort: 1+5 · | Montevideo · Domare: Enrique Cáceres (Paraguay) · Gult kort: 1+5 · |
| 17:45 UTC−2 | 17:45 UTC−2     |                                      |         |          | Montevideo · Domare: Enrique Cáceres (Paraguay) · Gult kort: 1+5 · | Montevideo · Domare: Enrique Cáceres (Paraguay) · Gult kort: 1+5 · |

| 22          | 26 januari 2015 | Paraguay U20 | 0 – 0 | Colombia U20 | Estadio Centenario                                             |                                                                |
| 20:00 UTC−2 | 20:00 UTC−2     |              |       |              | Montevideo · Domare: Andrés Cunha (Uruguay) · Gult kort: 1+2 · | Montevideo · Domare: Andrés Cunha (Uruguay) · Gult kort: 1+2 · |
| 20:00 UTC−2 | 20:00 UTC−2     |              |       |              | Montevideo · Domare: Andrés Cunha (Uruguay) · Gult kort: 1+2 · | Montevideo · Domare: Andrés Cunha (Uruguay) · Gult kort: 1+2 · |
| 20:00 UTC−2 | 20:00 UTC−2     |              |       |              | Montevideo · Domare: Andrés Cunha (Uruguay) · Gult kort: 1+2 · | Montevideo · Domare: Andrés Cunha (Uruguay) · Gult kort: 1+2 · |

| 23          | 26 januari 2015 | Uruguay U20 | 0 – 0 | Brasilien U20 | Estadio Centenario                                                            |                                                                               |
| 22:15 UTC−2 | 22:15 UTC−2     |             |       |               | Montevideo · Domare: Julio Bascuñán (Chile) · Gult kort: 1+5 · Rött kort: 0+2 | Montevideo · Domare: Julio Bascuñán (Chile) · Gult kort: 1+5 · Rött kort: 0+2 |
| 22:15 UTC−2 | 22:15 UTC−2     |             |       |               | Montevideo · Domare: Julio Bascuñán (Chile) · Gult kort: 1+5 · Rött kort: 0+2 | Montevideo · Domare: Julio Bascuñán (Chile) · Gult kort: 1+5 · Rött kort: 0+2 |
| 22:15 UTC−2 | 22:15 UTC−2     |             |       |               | Montevideo · Domare: Julio Bascuñán (Chile) · Gult kort: 1+5 · Rött kort: 0+2 | Montevideo · Domare: Julio Bascuñán (Chile) · Gult kort: 1+5 · Rött kort: 0+2 |

| 24          | 29 januari 2015 | Paraguay U20 | 0 – 2   | Brasilien U20                        | Estadio Gran Parque Central                               |                                                           |
| 17:50 UTC−2 | 17:50 UTC−2     |              | (0 – 0) | Yuri Mamute 65′ Marcos Guilherme 77′ | Montevideo · Domare: Diego Haro (Peru) · Gult kort: 3+3 · | Montevideo · Domare: Diego Haro (Peru) · Gult kort: 3+3 · |
| 17:50 UTC−2 | 17:50 UTC−2     |              |         |                                      | Montevideo · Domare: Diego Haro (Peru) · Gult kort: 3+3 · | Montevideo · Domare: Diego Haro (Peru) · Gult kort: 3+3 · |
| 17:50 UTC−2 | 17:50 UTC−2     |              |         |                                      | Montevideo · Domare: Diego Haro (Peru) · Gult kort: 3+3 · | Montevideo · Domare: Diego Haro (Peru) · Gult kort: 3+3 · |

| 25          | 29 januari 2015 | Argentina U20         | 1 – 1   | Colombia U20              | Estadio Centenario                                               |                                                                  |
| 20:00 UTC−2 | 20:00 UTC−2     | Lucio Compagnucci 88′ | (0 – 0) | Jarlan Barrera 50′ (str.) | Montevideo · Domare: Roddy Zambrano (Ecuador) · Gult kort: 4+4 · | Montevideo · Domare: Roddy Zambrano (Ecuador) · Gult kort: 4+4 · |
| 20:00 UTC−2 | 20:00 UTC−2     |                       |         |                           | Montevideo · Domare: Roddy Zambrano (Ecuador) · Gult kort: 4+4 · | Montevideo · Domare: Roddy Zambrano (Ecuador) · Gult kort: 4+4 · |
| 20:00 UTC−2 | 20:00 UTC−2     |                       |         |                           | Montevideo · Domare: Roddy Zambrano (Ecuador) · Gult kort: 4+4 · | Montevideo · Domare: Roddy Zambrano (Ecuador) · Gult kort: 4+4 · |

| 26          | 29 januari 2015 | Uruguay U20                                              | 3 – 1   | Peru U20            | Estadio Gran Parque Central                                        |                                                                    |
| 22:15 UTC−2 | 22:15 UTC−2     | Franco Acosta 27′ Gastón Pereiro 55′ Mauro Arambarri 77′ | (1 – 0) | Adrián Ugarriza 66′ | Montevideo · Domare: Mauro Vigliano (Argentina) · Gult kort: 0+2 · | Montevideo · Domare: Mauro Vigliano (Argentina) · Gult kort: 0+2 · |
| 22:15 UTC−2 | 22:15 UTC−2     |                                                          |         |                     | Montevideo · Domare: Mauro Vigliano (Argentina) · Gult kort: 0+2 · | Montevideo · Domare: Mauro Vigliano (Argentina) · Gult kort: 0+2 · |
| 22:15 UTC−2 | 22:15 UTC−2     |                                                          |         |                     | Montevideo · Domare: Mauro Vigliano (Argentina) · Gult kort: 0+2 · | Montevideo · Domare: Mauro Vigliano (Argentina) · Gult kort: 0+2 · |

| 27          | 1 februari 2015 | Peru U20             | 1 – 3   | Colombia U20                              | Estadio Gran Parque Central                                     |                                                                 |
| 17:50 UTC−2 | 17:50 UTC−2     | Alexander Succar 23′ | (1 – 2) | Jeison Lucumí 25′, 90+1′ Rafael Borré 40′ | Montevideo · Domare: José Argote (Venezuela) · Gult kort: 4+0 · | Montevideo · Domare: José Argote (Venezuela) · Gult kort: 4+0 · |
| 17:50 UTC−2 | 17:50 UTC−2     |                      |         |                                           | Montevideo · Domare: José Argote (Venezuela) · Gult kort: 4+0 · | Montevideo · Domare: José Argote (Venezuela) · Gult kort: 4+0 · |
| 17:50 UTC−2 | 17:50 UTC−2     |                      |         |                                           | Montevideo · Domare: José Argote (Venezuela) · Gult kort: 4+0 · | Montevideo · Domare: José Argote (Venezuela) · Gult kort: 4+0 · |

| 28          | 1 februari 2015 | Argentina U20                        | 2 – 0   | Brasilien U20 | Estadio Gran Parque Central                                    |                                                                |
| 20:00 UTC−2 | 20:00 UTC−2     | Maxi Rolón 86′ Rodrigo Contreras 89′ | (0 – 0) |               | Montevideo · Domare: Andrés Cunha (Uruguay) · Gult kort: 3+1 · | Montevideo · Domare: Andrés Cunha (Uruguay) · Gult kort: 3+1 · |
| 20:00 UTC−2 | 20:00 UTC−2     |                                      |         |               | Montevideo · Domare: Andrés Cunha (Uruguay) · Gult kort: 3+1 · | Montevideo · Domare: Andrés Cunha (Uruguay) · Gult kort: 3+1 · |
| 20:00 UTC−2 | 20:00 UTC−2     |                                      |         |               | Montevideo · Domare: Andrés Cunha (Uruguay) · Gult kort: 3+1 · | Montevideo · Domare: Andrés Cunha (Uruguay) · Gult kort: 3+1 · |

| 29          | 1 februari 2015 | Uruguay U20                          | 2 – 0   | Paraguay U20 | Estadio Gran Parque Central                                                        |                                                                                    |
| 22:10 UTC−2 | 22:10 UTC−2     | Franco Acosta 21′ Gastón Pereiro 37′ | (2 – 0) |              | Montevideo · Domare: Ricardo Marques (Brasilien) · Gult kort: 0+3 · Rött kort: 0+1 | Montevideo · Domare: Ricardo Marques (Brasilien) · Gult kort: 0+3 · Rött kort: 0+1 |
| 22:10 UTC−2 | 22:10 UTC−2     |                                      |         |              | Montevideo · Domare: Ricardo Marques (Brasilien) · Gult kort: 0+3 · Rött kort: 0+1 | Montevideo · Domare: Ricardo Marques (Brasilien) · Gult kort: 0+3 · Rött kort: 0+1 |
| 22:10 UTC−2 | 22:10 UTC−2     |                                      |         |              | Montevideo · Domare: Ricardo Marques (Brasilien) · Gult kort: 0+3 · Rött kort: 0+1 | Montevideo · Domare: Ricardo Marques (Brasilien) · Gult kort: 0+3 · Rött kort: 0+1 |

| 30          | 4 februari 2015 | Peru U20 | 0 – 5   | Brasilien U20                                          | Estadio Centenario                                              |                                                                 |
| 17:50 UTC−2 | 17:50 UTC−2     |          | (0 – 0) | Nathan 48′ Thalles 57′, 63′ Malcom 72′ Léo Pereira 82′ | Montevideo · Domare: Adrián Vélez (Colombia) · Gult kort: 3+0 · | Montevideo · Domare: Adrián Vélez (Colombia) · Gult kort: 3+0 · |
| 17:50 UTC−2 | 17:50 UTC−2     |          |         |                                                        | Montevideo · Domare: Adrián Vélez (Colombia) · Gult kort: 3+0 · | Montevideo · Domare: Adrián Vélez (Colombia) · Gult kort: 3+0 · |
| 17:50 UTC−2 | 17:50 UTC−2     |          |         |                                                        | Montevideo · Domare: Adrián Vélez (Colombia) · Gult kort: 3+0 · | Montevideo · Domare: Adrián Vélez (Colombia) · Gult kort: 3+0 · |

| 31          | 4 februari 2015 | Argentina U20                                | 3 – 0   | Paraguay U20 | Estadio Centenario                                                            |                                                                               |
| 20:00 UTC−2 | 20:00 UTC−2     | Giovanni Simeone 18′, 77′ Leonardo Rolón 49′ | (1 – 0) |              | Montevideo · Domare: Julio Bascuñán (Chile) · Gult kort: 5+1 · Rött kort: 1+0 | Montevideo · Domare: Julio Bascuñán (Chile) · Gult kort: 5+1 · Rött kort: 1+0 |
| 20:00 UTC−2 | 20:00 UTC−2     |                                              |         |              | Montevideo · Domare: Julio Bascuñán (Chile) · Gult kort: 5+1 · Rött kort: 1+0 | Montevideo · Domare: Julio Bascuñán (Chile) · Gult kort: 5+1 · Rött kort: 1+0 |
| 20:00 UTC−2 | 20:00 UTC−2     |                                              |         |              | Montevideo · Domare: Julio Bascuñán (Chile) · Gult kort: 5+1 · Rött kort: 1+0 | Montevideo · Domare: Julio Bascuñán (Chile) · Gult kort: 5+1 · Rött kort: 1+0 |

| 32          | 4 februari 2015 | Uruguay U20 | 0 – 0 | Colombia U20 | Estadio Centenario                                                                |                                                                                   |
| 22:10 UTC−2 | 22:10 UTC−2     |             |       |              | Montevideo · Domare: Enrique Cáceres (Paraguay) · Gult kort: 0+3 · Rött kort: 0+1 | Montevideo · Domare: Enrique Cáceres (Paraguay) · Gult kort: 0+3 · Rött kort: 0+1 |
| 22:10 UTC−2 | 22:10 UTC−2     |             |       |              | Montevideo · Domare: Enrique Cáceres (Paraguay) · Gult kort: 0+3 · Rött kort: 0+1 | Montevideo · Domare: Enrique Cáceres (Paraguay) · Gult kort: 0+3 · Rött kort: 0+1 |
| 22:10 UTC−2 | 22:10 UTC−2     |             |       |              | Montevideo · Domare: Enrique Cáceres (Paraguay) · Gult kort: 0+3 · Rött kort: 0+1 | Montevideo · Domare: Enrique Cáceres (Paraguay) · Gult kort: 0+3 · Rött kort: 0+1 |

| 33    | 7 februari 2015 | Paraguay U20              | 1 – 3   | Peru U20                                                                 | Estadio Centenario                                                                |                                                                                   |
| UTC−2 | UTC−2           | Sergio Díaz Velázquez 85′ | (0 – 3) | Sergio Peña Flores 6′ Alexis Cossio Zamora 11′ Adrián Ugarriza Tello 24′ | Montevideo · Domare: Mauro Vigliano (Argentina) · Gult kort: 1+2 · Rött kort: 0+1 | Montevideo · Domare: Mauro Vigliano (Argentina) · Gult kort: 1+2 · Rött kort: 0+1 |
| UTC−2 | UTC−2           |                           |         |                                                                          | Montevideo · Domare: Mauro Vigliano (Argentina) · Gult kort: 1+2 · Rött kort: 0+1 | Montevideo · Domare: Mauro Vigliano (Argentina) · Gult kort: 1+2 · Rött kort: 0+1 |
| UTC−2 | UTC−2           |                           |         |                                                                          | Montevideo · Domare: Mauro Vigliano (Argentina) · Gult kort: 1+2 · Rött kort: 0+1 | Montevideo · Domare: Mauro Vigliano (Argentina) · Gult kort: 1+2 · Rött kort: 0+1 |

| 34    | 7 februari 2015 | Brasilien U20 | 0 – 3   | Colombia U20                                 | Estadio Centenario                                               |                                                                  |
| UTC−2 | UTC−2           |               | (0 – 0) | Jarlan Barrera 58′ Joao Rodríguez 74′, 90+2′ | Montevideo · Domare: Roddy Zambrano (Ecuador) · Gult kort: 2+3 · | Montevideo · Domare: Roddy Zambrano (Ecuador) · Gult kort: 2+3 · |
| UTC−2 | UTC−2           |               |         |                                              | Montevideo · Domare: Roddy Zambrano (Ecuador) · Gult kort: 2+3 · | Montevideo · Domare: Roddy Zambrano (Ecuador) · Gult kort: 2+3 · |
| UTC−2 | UTC−2           |               |         |                                              | Montevideo · Domare: Roddy Zambrano (Ecuador) · Gult kort: 2+3 · | Montevideo · Domare: Roddy Zambrano (Ecuador) · Gult kort: 2+3 · |

| 35    | 7 februari 2015 | Argentina U20                          | 2 – 1   | Uruguay U20       | Estadio Centenario                                                  |                                                                     |
| UTC−2 | UTC−2           | Sebastián Driussi 36′ Ángel Correa 81′ | (1 – 1) | Gastón Pereiro 8′ | Montevideo · Domare: Ricardo Marques (Brasilien) · Gult kort: 1+0 · | Montevideo · Domare: Ricardo Marques (Brasilien) · Gult kort: 1+0 · |
| UTC−2 | UTC−2           |                                        |         |                   | Montevideo · Domare: Ricardo Marques (Brasilien) · Gult kort: 1+0 · | Montevideo · Domare: Ricardo Marques (Brasilien) · Gult kort: 1+0 · |
| UTC−2 | UTC−2           |                                        |         |                   | Montevideo · Domare: Ricardo Marques (Brasilien) · Gult kort: 1+0 · | Montevideo · Domare: Ricardo Marques (Brasilien) · Gult kort: 1+0 · |

## Statistik

### Målskyttar
9 mål (1 spelare)
- Giovanni Simeone

5 mål (1 spelare)
- Gastón Pereiro

4 mål (6 spelare)
- Ángel Correa
- Marcos Guilherme
- Jeison Lucumí
- José Cevallos Enríquez
- Alexander Succar
- Franco Acosta

3 mål (3 spelare)
- Thalles
- Miguel Parrales
- Mauro Arambarri

2 mål (8 spelare)
- Cristián Cuevas
- Rodrigo Echeverría
- Jarlan Barrera
- Rafael Borré
- Joao Rodríguez
- Sergio Díaz
- Luiz da Silva
- Adrián Ugarriza

1 mål (33 spelare)
- Facundo Cardozo
- Lucio Compagnucci
- Rodrigo Contreras
- Sebastián Driussi
- Tomás Martínez
- Facundo Monteseirín
- Leonardo Rolón
- Maxi Rolón
- Leonardo Suárez
- Erick Iragua
- Alberto Pinto
- Gabriel
- Kenedy
- Léo Pereira
- Malcom
- Nathan
- Yuri Mamute
- Mauro Manotas
- Juan Ferney Otero
- Robert Javier Burbano
- Luis Cangá
- Luis Amarilla
- Enrique Araújo
- Iván Cañete
- Jesús Medina
- Danilo Santacruz
- Gustavo Viera
- Alexis Cossio
- Aurelio Gonzales-Vigil
- Sergio Peña
- Rodrigo Amaral
- Gastón Faber
- Jaime Moreno

Självmål
- Rodrigo Echeverría (för Uruguay)
- Brian Bernaola (för Argentina)
- Daniel Prieto (för Argentina)

### Fotnoter
1. ↑  "Argentina men’s football team qualifies for Rio 2016 Olympic Games". Arkiverad 17 juli 2015 hämtat från the Wayback Machine. Läst 15 oktober 2015. (engelska)
2. ↑  ”Árbitros convocados para el "Juventud de América"”. CONMEBOL.COM. 8 oktober 2014. http://www.conmebol.com/es/content/arbitros-convocados-para-el-juventud-de-america. Läst 18 januari 2015.